# Ivujivik
Pour la terre réservée inuite, voir Ivujivik (terre réservée inuite).
Ivujivik (inuktitut: ᐃᕗᔨᕕᒃ) est un village nordique du Nunavik de l'administration régionale Kativik situé dans la région administrative du Nord-du-Québec, au Québec. Ce village est le plus septentrional du Québec.

## Géographie

### Municipalités limitrophes

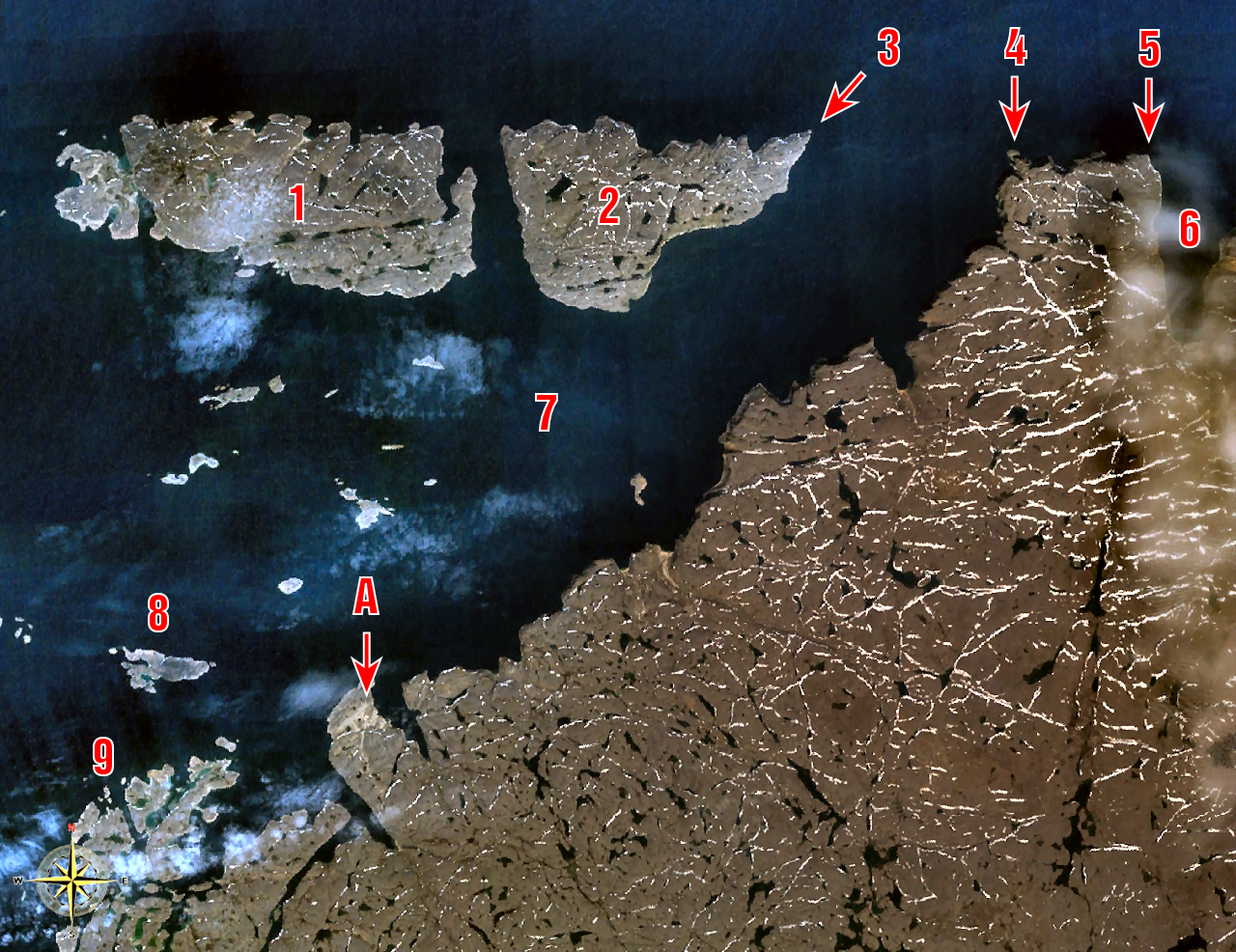
Vue satellite
1 : Île Digges Ouest
2 : Île Digges Est
3 : Cap Digges
4 : Cap Wolstenholme
5 : Cap Du Châteauguay
6 : Erik Cove
7 : Passe Digges
8 : Île Fairway
9 : Île Nuvuk
A : Village de Ivujivik

Ivujivik est situé au Nunavik, à approximativement 2 000 kilomètres de la métropole québécoise. Le village se trouve à seulement 28 kilomètres de Cap Wolstenholme, le point le plus septentrional du Québec. Le territoire d'Ivujivik possède une superficie de 35,21 km2.
La région est libre de glace pendant 20 jours ouvrables durant l'été. Aucun lien ne permet au village d'être relié au réseau routier québécois comme c'est le cas pour tous les villages du Nunavik. Ivujivik est desservi par Air Inuit.
Le village est situé sur une petite crique de sable entre des falaises qui tombent à pic dans la mer. À cet endroit, les courants forts de la baie d'Hudson et du détroit d'Hudson se rencontrent. Au nord, on retrouve dans le détroit les îles Digges appartenant au Nunavut.

## Histoire

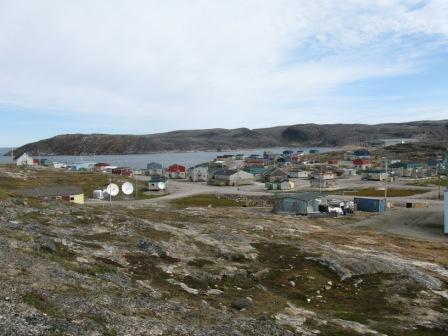
Village d'Ivujivik.

Ivujivik veut dire « lieu où l'on est pris par les glaces qui dérivent ».
Des recherches archéologiques permettent de dater l'arrivée sur ces lieux d'Inuits en provenance de l'île de Baffin il y a environ 3 000 ans. Ce lieu aurait même été le point de départ, en territoire québécois, du mouvement migratoire expliquant la présence des Inuits sur la côte de la baie d'Hudson. La sédentarisation des Inuits à Ivujivik est cependant très récente. 
En 1938, lors de l'établissement d'une mission catholique, on n'y retrouvait qu'un campement saisonnier. Quelques familles étaient établies en permanence au poste de Wolstenholme érigé en 1909 par la Compagnie de la Baie d'Hudson à l'anse Erik, à une vingtaine de kilomètres au nord-est d'Ivujivik. La fermeture de ce poste, en 1947, et l'ouverture d'un avant-poste à Ivujivik y ont favorisé l'implantation permanente de familles. La côte d'Ivujivik est parsemée d'une soixantaine d'îles et d'îlots dont les Digges. La mise sur pied, en 1962, d'une coopérative a permis à la communauté de mieux structurer son économie locale et de mettre en valeur des activités nouvelles comme la sculpture, l'artisanat et le tourisme axé sur la chasse et la pêche.
Ivujivik fut l'un des villages qui se sont opposés à la signature de la Convention de la Baie-James et du Nord québécois en 1975. Taamusi Qumaq, ardent défenseur de la culture inuit, a déjà dit : « Avant que n’y affluent les Qallunaats, Ivukivik était un lieu favori de chasse même pour ceux qui ne vivaient pas dans la région. Les phoques et les morses y abondaient, et les Inuits les chassaient en oumiak. On y trouve aussi des poissons marins en été, et les belugas passent par la région lors des migrations printanières et automnales. Les falaises abritent des marmettes, et d’autres oiseaux y nichent au printemps. Ivujivik est un bon territoire.»
Depuis 1996, les services policiers d'Ivujivik sont assurés par le Corps de police régional Kativik. 

## Démographie

### Population
| 1986 | 1991 | 1996 | 2001 | 2006 | 2011 | 2016 |
| ---- | ---- | ---- | ---- | ---- | ---- | ---- |
| 208  | 263  | 274  | 298  | 349  | 370  | 414  |

### Langues
À Ivujivik, selon l'Institut de la statistique du Québec, la langue la plus parlée le plus souvent à la maison en 2011 sur une population de 370 habitants, est l'inuktitut à 94,59 %, le français à 2,70 % et l'anglais à 2,70 %.

## Administration
| Période                                  | Période  | Identité          | Étiquette | Qualité |
| ---------------------------------------- | -------- | ----------------- | --------- | ------- |
| ?                                        | 2015     | Mattusi Iyaituk   |           |         |
| 2015                                     | 2018     | Tivi Iyaituk      |           |         |
| 2018                                     | 2021     | Salimuni Qavavauk |           |         |
| 2021                                     | En cours | Adamie Kalingo    |           |         |
| Les données manquantes sont à compléter. |          |                   |           |         |

## Éducation
La Commission scolaire Kativik administre l'École Nuvviti.